# Underbelly NZ: Land of the Long Green Cloud
Underbelly NZ: The Land of the Long Green Cloud es una miniserie neozelandesa conformada por 6 episodios, la cual se estrenó el 17 de agosto de 2011 por medio de la cadena TV3. La miniserie es la precuela de la serie Underbelly: A Tale of Two Cities. 
La nueva miniserie está centrada de 1972 hasta 1980 en el sindicado de drogas de "Mr. Asia", la cual fue una de las historias más importantesde la serie australiana Underbelly: A Tale of Two Cities.

## Historia
La serie se enfoca en el criminal neozelandés Marty Johnstone más conocido como "Mr. Asia", en su compañero Terry Clark, quien posteriormente fue arrestado y condenado por el asesinato de Johnston en Inglaterra en 1979.

## Personajes
| Actor           | Personaje                            | Trabajo              | N.º de episodios |
| --------------- | ------------------------------------ | -------------------- | ---------------- |
| Dan Musgrave    | Christopher Martin "Marty" Johnstone | -                    | -                |
| Thijs Morris    | Andy Maher                           | -                    | -                |
| Holly Shanahan  | Caroline Derwent                     | Detective de Policía | -                |
| Jamie Irvine    | Ben Charlton                         | Detective de Policía | -                |
| Edith Poor      | Bonnie Marie Jones                   | -                    | -                |
| Stelios Yiakmis | "Big" Ari                            | -                    | -                |
| Gary Young      | Choo "Chinese Jack" Cheung Kui       | -                    | -                |
| Errol Shand     | Terry Clark                          | Criminal             | -                |
| Deb Masters     | Anna Jullienne                       | -                    | -                |

### Personajes recurrentes
| Actor                   | Personaje              | Trabajo                  | N.º de episodios |
| ----------------------- | ---------------------- | ------------------------ | ---------------- |
| Andrew Laing            | Laurie Mackenzie       | Detective Sargento       | -                |
| Damien Avery            | "Goose" Gosling        | Detective                | 3                |
| Richard Knowles         | "Ding" Bell            | Detective Sargento       | -                |
| Colin Moy               | Skin Skinner           | Detective Sargento Mayor | -                |
| Johnny Barker           | Josh Easby             | -                        | -                |
| Jason Hoyte             | Pat Booth              | -                        | -                |
| Fleur Saville           | Sue Macpherson         | -                        | -                |
| Olivia Tennet           | Julie Theilman         | -                        | -                |
| Joel Tobeck             | Gary Majors            | -                        | 1                |
| Calvin Tuteao           | Diamond Jim Sheperd    | -                        | -                |
| Rachel Blampied         | Farah Wainwright       | -                        | -                |
| Grae Burton             | Peter Miller           | -                        | -                |
| Jamie Passier-Armstrong | Isobel Wilson          | -                        | -                |
| John Leigh              | Mac "The Mick"         | -                        | -                |
| Joshua Winger           | "Commundard"           | -                        | -                |
| Lana Bowden             | Lisa McGinness         | -                        | -                |
| Aimie Gestro            | Jenny Olsen            | -                        | -                |
| Will Hall               | Greg Ollard            | -                        | -                |
| Ranald Hendriks         | John Murfitt           | -                        | -                |
| Katherine Kennard       | Norma Fleet            | -                        | -                |
| Arthur Meek             | Doug Wilson            | -                        | -                |
| Ryan Richards           | Sam "Wham-Bam" Carlton | -                        | -                |
| Peter Tait              | Chesterfield           | Policía                  | -                |
| Aaron Ward              | Pommy Harry Lewis      | -                        | -                |
| Mark Warren             | Max Bracewell          | -                        | -                |
| Scott Wills             | Clive Pilborough       | -                        | -                |
| Cian Elyse White        | Andy                   | Novia de Terry           | -                |

## Episodios
La miniserie está conformada de seis episodios. 

## Producción
El 22 de diciembre de 2010 3News anunció que Nueva Zelanda al aire contribuiría con $3.9 millones para grabar seis episodios de una hora para la nueva miniserie "Underbelly NZ: The Land of the Long Green Cloud", en conjunto con la rama de Screentime's New Zealand.
La miniserie fue escrita por John Banas y el productor ejecutivo es Philly de Lacey. La miniserie comenzó sus filmaciones en abril del 2011.